# ファバダ

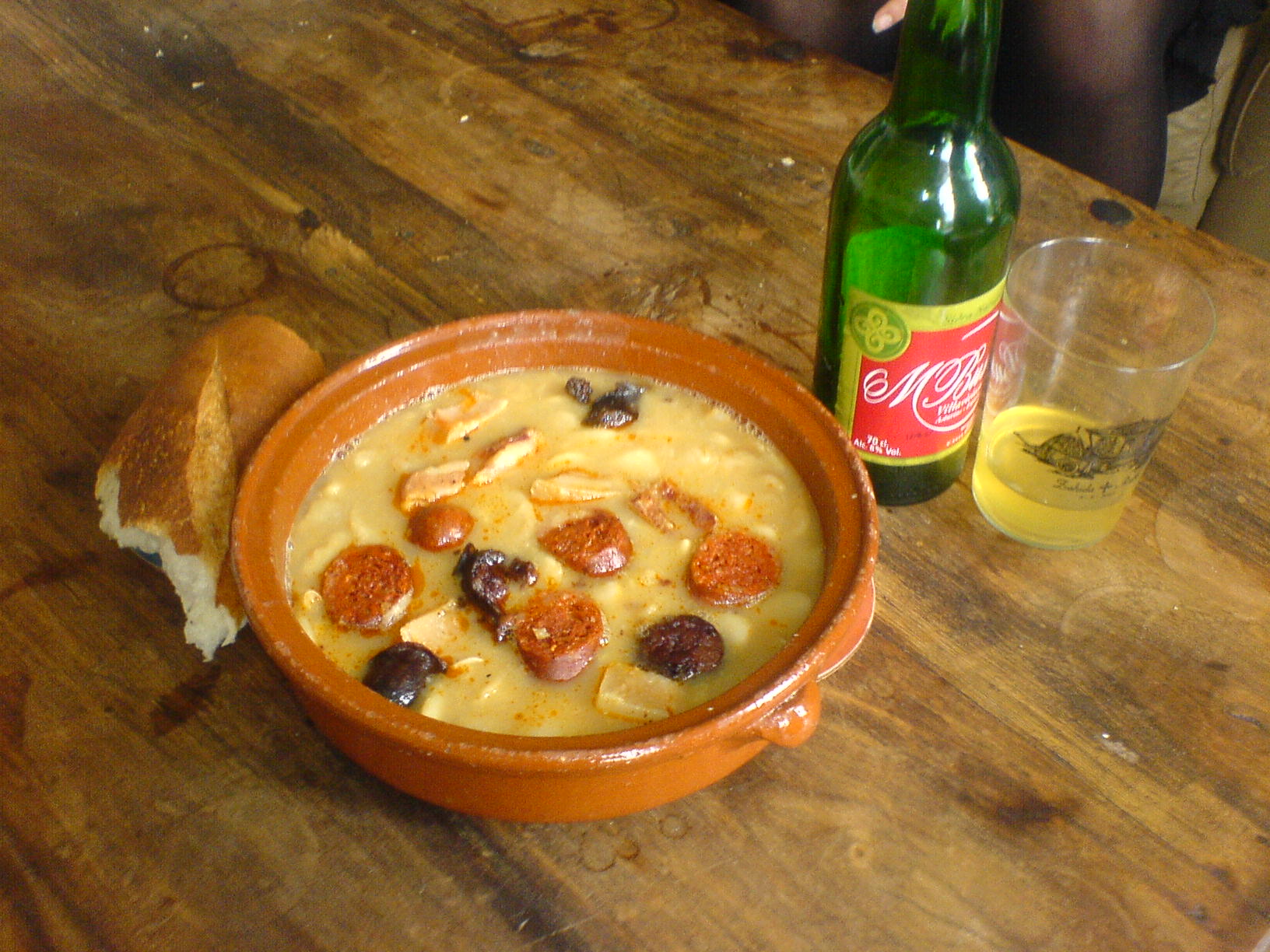
ファバーダとシードラ

ファバーダ(Fabada)またはファバーダ・アストゥリアーナ(Fabada Asturiana)は、スペインアストゥリアス地方のインゲン豆（アストゥリアス語でfaba）を使った伝統的な煮込み料理で、チョリソやモルシージャなどの腸詰や豚肉などが具として使われる。ファバーダはアストゥリアスの代表的料理（スペインでは同地方の料理で最も知られている）で、スペイン全土にも広がっており、また世界中のスペイン料理レストランでも食べられている。また、スペインではスーパーマーケットにおいて缶入りのものが売られている。ファバーダはカロリーも高く、熱くお腹に溜まる料理であり、そのため主に冬季の昼食に食べられる。コース料理の最初の料理として出されることが多いが、メインとされることもある。通常、固い皮のパン及びシードラまたは赤ワインとともに提供される。

## 歴史

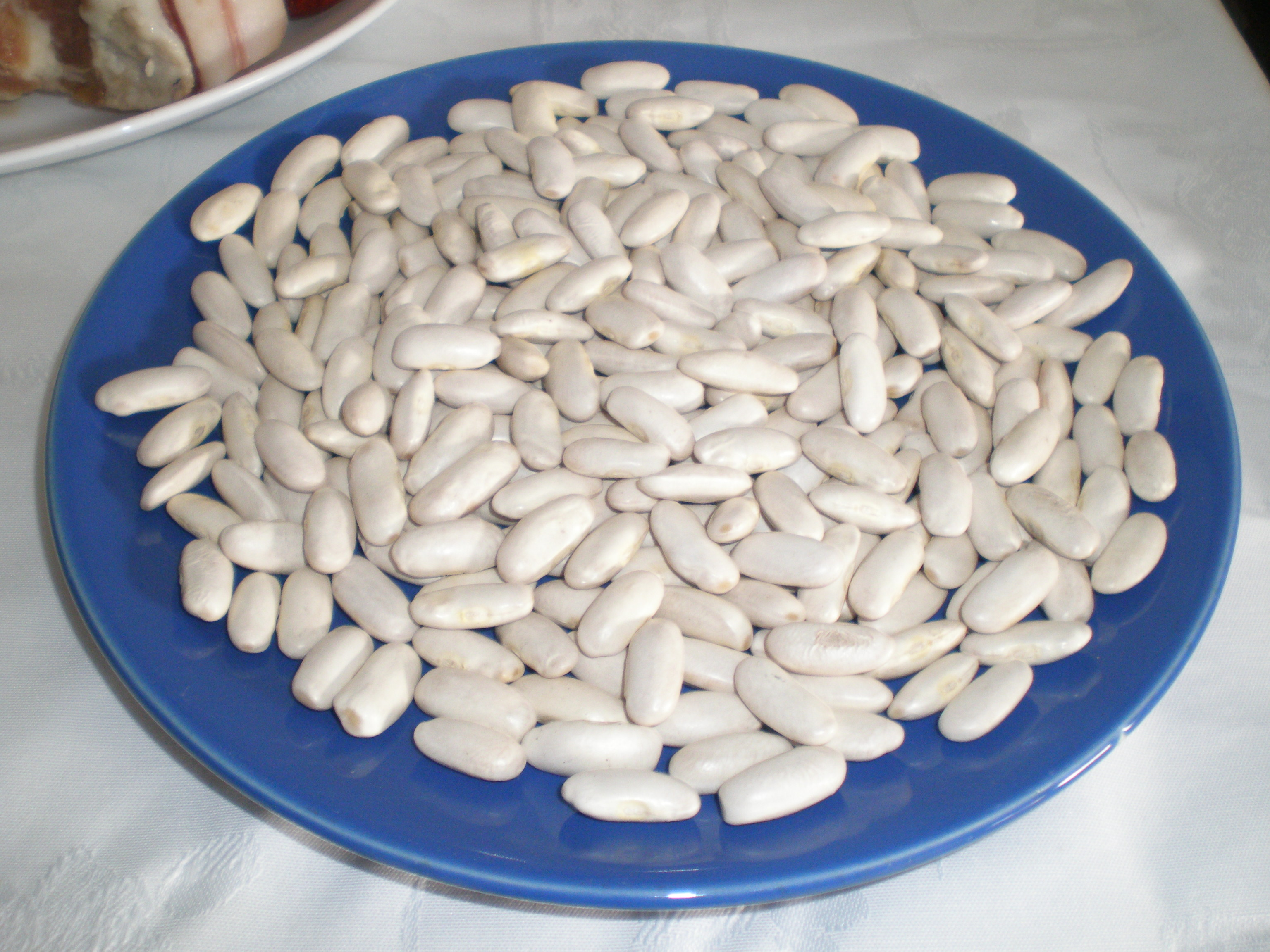
ファバ・デ・ラ・グランハ

アストゥリアス地方でのインゲン豆の消費の歴史は16世紀にさかのぼり、その地で栽培がおこなわれ、食されてきたことが知られている。ファバーダに使用される種類はde la Granja（デ・ラ・グランハ）と呼ばれ、表面が滑らかで、脂肪分も多く、この料理に適しており、アストゥリアスではおよそ2,500ヘクタールの土地でこのファバ・デ・ラ・グランハ（faba de la granja）が栽培されている。調理法はもともとはシンプルなものであった。研究家によると、記録には残されてはいないが、ファバーダは18世紀には誕生していたという。また、食材であるインゲンマメは農村部でよくみられるものであるが、ファバーダの誕生は都市部においてでだとされる。ただし、このことについて言及したものはない。たとえば、アストゥリアス地方の風俗習慣について網羅的に記しているレオポルド・アラス”クラリン”（Leopoldo Alas «Clarín»）の小説"La Regenta"でも一切触れられていない。また、ファバーダがフランスのラングドック地方のカスレによく似ていることから、中世にサンティアゴ巡礼路によって伝えられたのではと考える作家たちもいる。
ファバーダについて言及している最古のものはエル・コメルシオというヒホンの新聞で、1884年のことである。ただし、その記事では料理法については触れられていない。アストゥリアス料理について書かれた本のなかで別のこの地方の料理Pote asturianoと関係づけるものもある。またアストゥリアス出身の作家アルマンド・パラシオ・バルデス（Armando Palacio Valdés）が、アストゥリアスの羊飼いについて詳しく記している彼の著作"Sinfonía pastoral"（1931年）にも、この料理については何も書いていないのである。別の専門家によれば、明確な時期は不明だが、19世紀から20世紀の間にファバーダは誕生したというものもいるし、20世紀になってからであるというものもいるといった具合である。そして20世紀になってこの料理の料理法が著作物に記されるようになり、今日ファバーダは単にアストゥリアス地方のものであるだけでなく、スペイン全土で食されるようになっている。
そしてアストゥリアス出身の移民によって、スペイン国外の多くの場所にも伝えられている。

## 材料

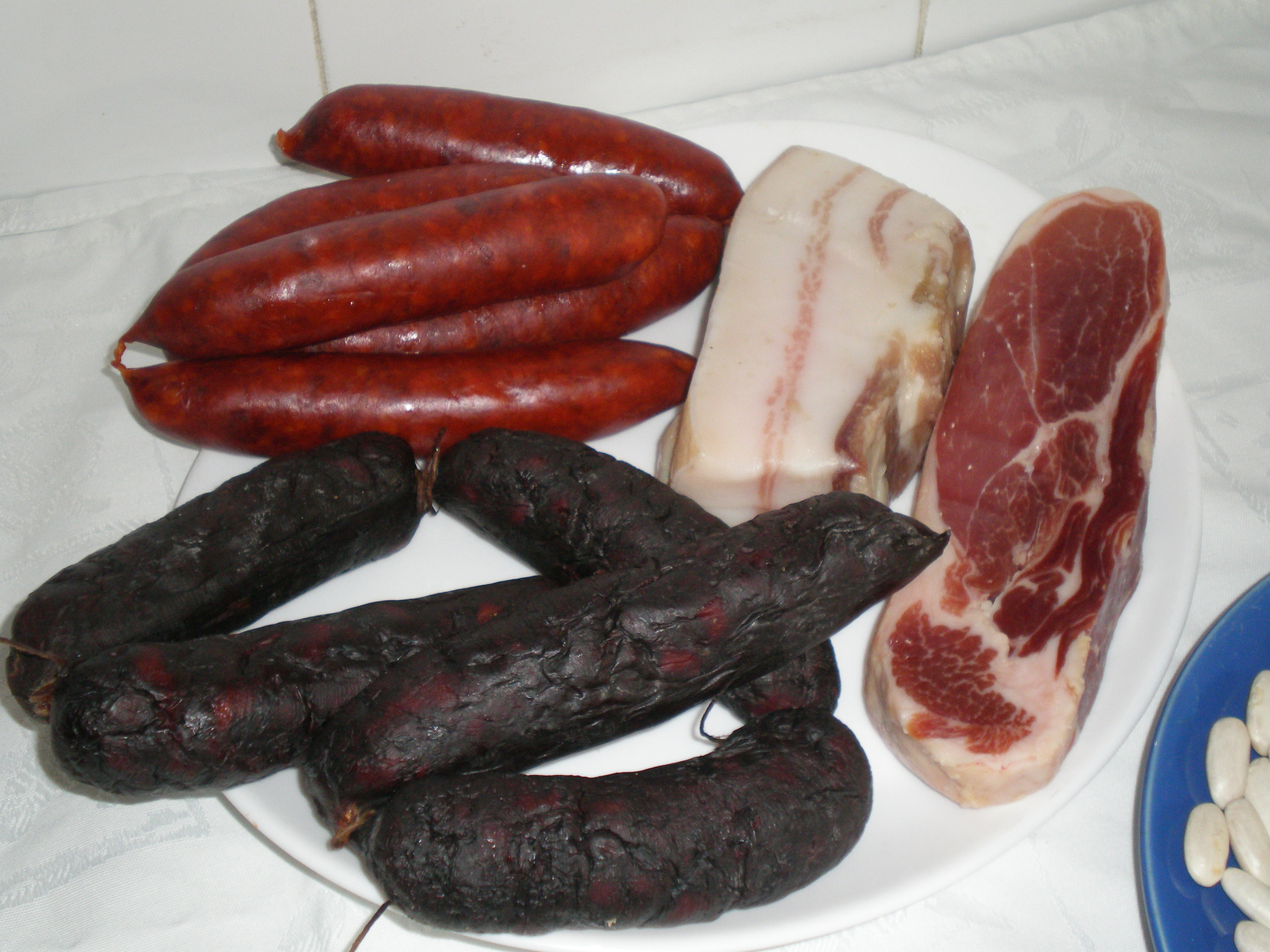
ファバーダによく使われるチョリソ、モルシージャ、ラコン、トシーノ

ファバーダは、一晩水につけた大振りの乾燥白豆、ベーコン、ブラックプディング、チョリソ、そしてしばしばサフランが加えられる。ロンガニーザ（スペインの生チョリソー）を加えるレシピもある。

## バリエーション
スペインのオジャ・ポドリーダやフランスのカスレは、ファバーダと似た料理である。

## 画像

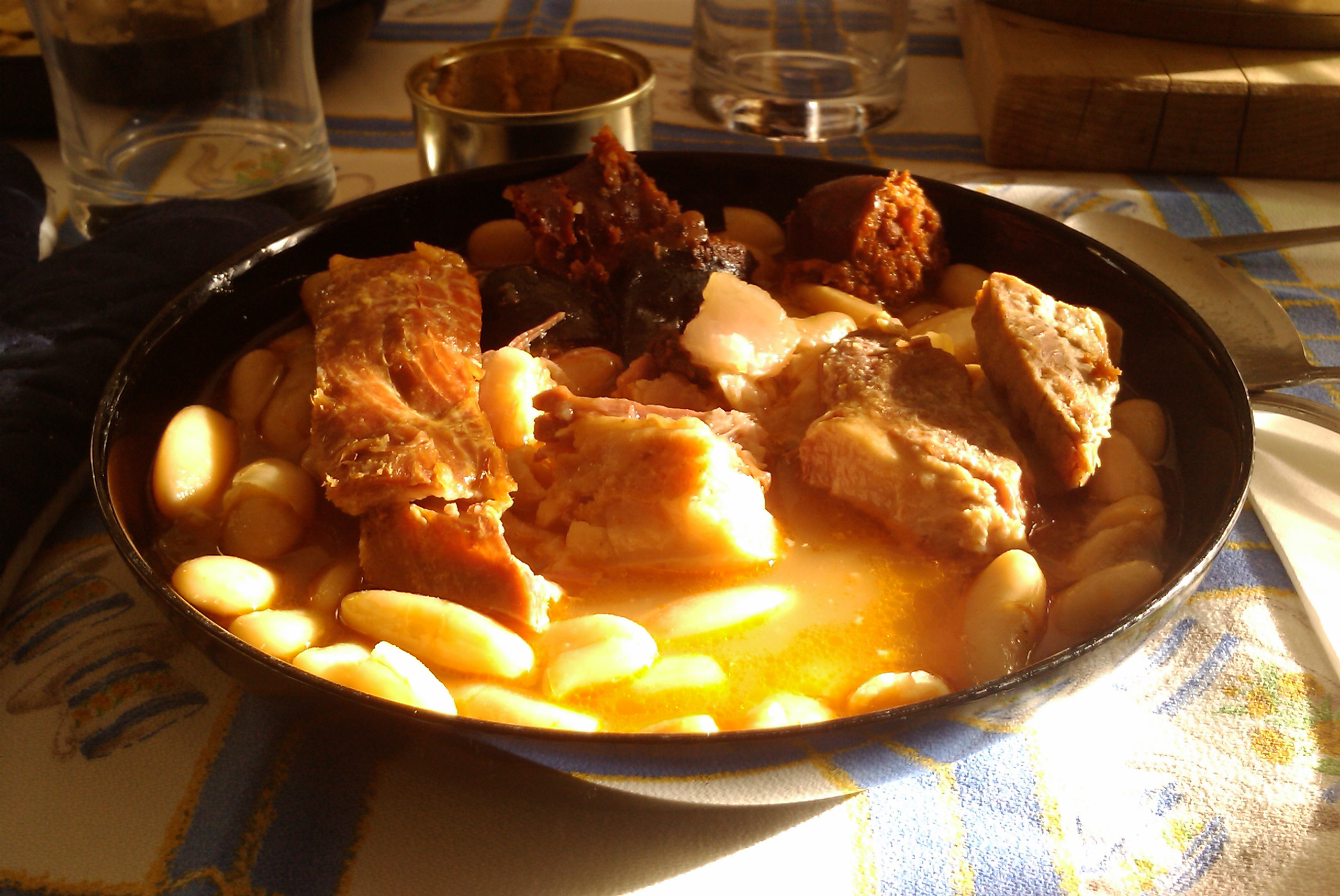
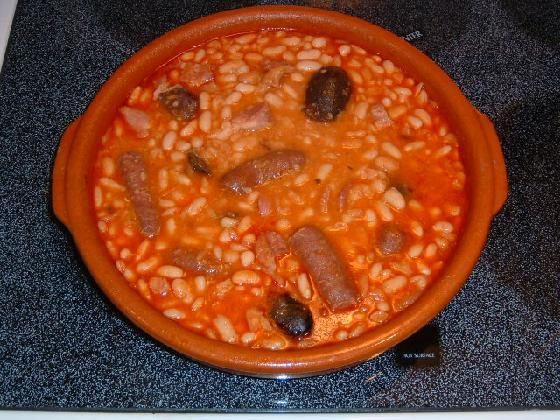